# 가게쓰소지지역
가게쓰소지지역(일본어: 花月総持寺駅、かげつそうじじえき)(영어: Kagetsu-sōjiji Station)은 일본 가나가와현 요코하마시 쓰루미구에 위치한 철도역이다.

## 역 구조
상대식 승강장 2면 2선의 지상역. 교상역사는 동서를 연결하는 인도교에 접한다. 개찰 내 중앙광장과 각 승강장을 연결하는 엘리베이터가 설치되어 있다. 가게쓰엔 경륜장의 개최일은 혼잡했기 때문에, 특별권 매표소가 개설되고 있었지만, 2010년 3월에 철거되어 현재는 사용되지 않는다.
| 1 | ■ 본선 | 요코하마·즈시·하야마·우라가·미사키구치 방면                                                   |
| 2 | ■ 본선 | 게이큐 가와사키·게이큐 가마타·하네다 공항·시나가와·센가쿠지 방면 도영 지하철 아사쿠사 선 방면 |

## 역세권 정보
- 고쿠도역(동일본 여객철도 쓰루미 선)
- 요코하마 시립 요코하마 사이언스 프런티어 고등학교
- 국도 제15호선

## 역사
- 1914년 4월 12일: 가게쓰엔마에역(일본어: 花月園前駅)으로 영업 개시.
- 1971년 12월: 교상역이 됨.
- 2020년 3월 14일: 가게쓰소지지역(일본어: 花月総持寺駅)으로 역명 변경[1]

## 역명의 유래
1914년에 가게쓰엔 유원지(1946년 폐원됨, 그 후 철거지에 가게쓰엔 경륜장 개설)가 개원해, 입장객용을 위한 역을 마련했던것에 유래됨.

## 화랑

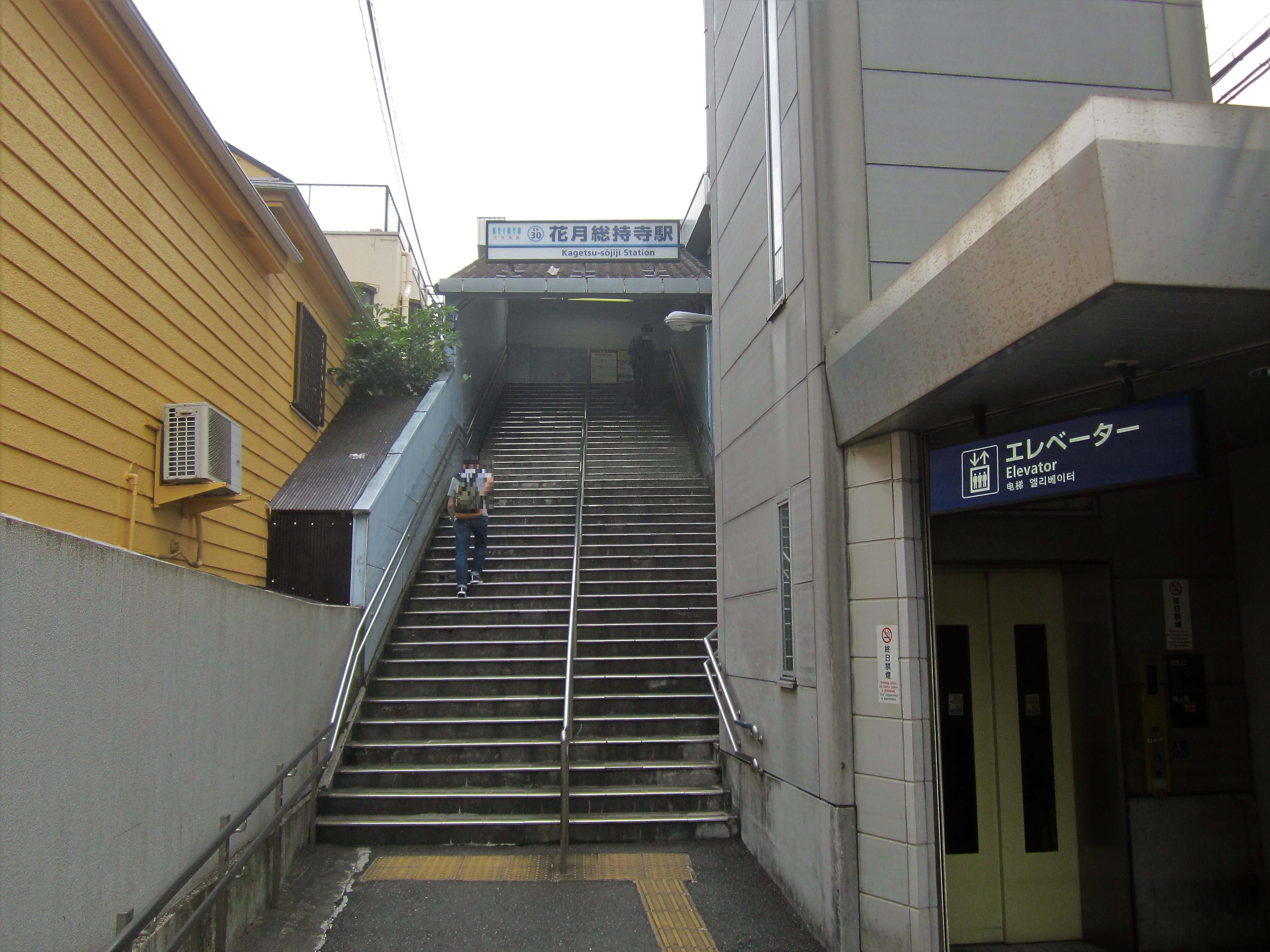
남쪽 출입구
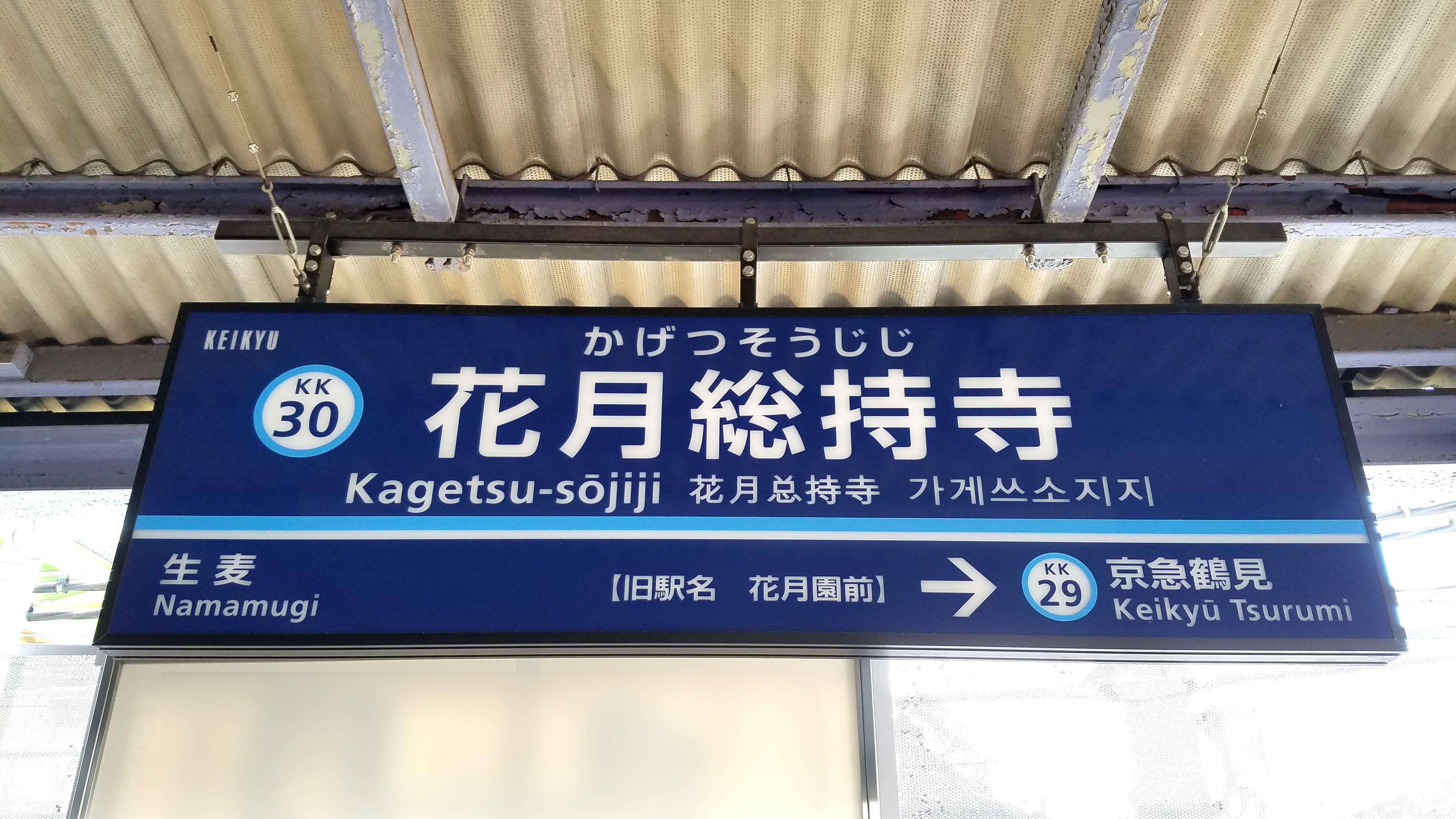
역명판

## 인접역
| 게이힌 급행 전철 ■ 본선          | 게이힌 급행 전철 ■ 본선 | 게이힌 급행 전철 ■ 본선   |
| -------------------------------- | ----------------------- | ------------------------- |
| KK29 게이큐 쓰루미 시나가와 방면 | ■ 보통                  | 나마무기 KK31 우라가 방면 |

1. ↑  게이큐선 6개 역의 이름이 2020년 3월 14일(토) 변경됩니다